# 狐
狐，常俗稱狐狸，在动物分类学上，属于食肉目犬科，目前人工主要饲养的有银狐，为赤狐的一个亚种。狐狸繁殖率高，抗病力强，食性杂，好饲养。毛长，耳尖，腿相对较短，吻独狭长，似体型中等而尾蓬松的狗。严格意义上指犬科狐亞科狐属的10个种（真狐），特别是旧大陆的赤狐和新大陆的美洲赤狐。廣義上還包括犬科狐亞科其他屬的生物（2種，大耳狐屬以及灰狐屬），再廣義則還包括犬科犬亞科種的幾個屬，包括偽狐屬等等。

## 特征
狐和狼、豺等相比体形要小一些，颅骨较平坦，尾巴尖端毛的颜色和尾巴其他部分有区别，毛髮通常呈橙、啡、灰、白色，牠更对伴侣十分忠诚，即使伴侣死后，也不会找其他狐。

## 习性
狐栖息森林、草原、半沙漠、丘陵地带，居树洞或土穴中，夜行性。
狐在野生状态下主要以鱼、蚌、虾、蟹、蛆、鼠类、鸟类、昆虫类小型动物为食，有时也采食一些野果。
生殖期结成小群，其他时期单独生活。由於屬於犬科類，狐狸保有類似家犬的習性，多數的狐狸可以被人類馴服，僅有少數種類不可以。

## 分类
代表为赤狐，赤狐广泛因童話和農民的誤解而被视为动物诡诈的象征，也是相当数量民间传说的主角。原产于旧大陆的种类实际上分布于整个欧洲，温带亚洲和北非；新大陆种类栖于墨西哥以北的北美大部分地区。赤狐具有长的针毛和柔软纤细的下层绒毛，通常体毛呈浓艳的红褐色，尾梢白色，耳和腿黑色。除了包括狐屬的动物外，狐有时也可以包括狐亞科其它屬的动物：
- 大耳狐屬 Otocyon - 大耳狐
- 灰狐屬 Urocyon - 灰狐、島嶼灰狐
- 狐屬 Vulpes - 11種公众口中的狐狸，包括赤狐、北極狐

## 延伸阅读
[在维基数据编辑]
 《欽定古今圖書集成·博物彙編·禽蟲典·狐貍部》，出自陈梦雷《古今圖書集成》